# Tragic Hero Records
Tragic Hero Records é uma gravadora dos Estados Unidos fundada em Raleigh, Carolina do Norte em Março de 2005 para representar o hardcore punk crescente e o mais difícil na onda da música na Carolina do Norte. A gravadora foi fundada por Tommy Lacombe, David Varnedoe e Jason Ganthner. Alesana foi a primeira banda que assinou contrato com a gravadora. Entre as bandas mais conhecidas que assinarão contrato são A Skylit Drive, cujo mais recente álbum alcançou a posição #64 na Billboard 200. Alesana, que mais tarde assinou com a Fearless Records, Letlive, que mais tarde assinou com a Epitaph Records e He Is Legend, que assinou com a Tragic Hero para o seu álbum mais recente.

## Bandas

### Atualmente
- A Faylene Sky[3]
- Crossfaith[4]
- Greeley Estates
- In Other Words[5]
- Sirens & Sailors[6]

### Anteriormente
- Akissforjersey
- A Skylit Drive (Fearless Records)
- Alesana (Epitaph Records)
- Motionless In White (Fearless Records)
- Confide